# Plebiscito constitucional de Egipto de 1971
Un plebiscito constitucional fue realizado en Egipto el 11 de septiembre de 1971. Los cambios a la Constitución de Egipto fueron aprobados con el 99,98% de los votos, con una participación del 95,1%

## Resultados
| Propuesta (alternativa) | Votos     | %      |
| ----------------------- | --------- | ------ |
| Voto «A favor»          | 7.862.617 | 99,98% |
| Voto «En contra»        | 1.363     | 0,02%  |
| Total votos emitidos    | 7.867.620 | 100%   |